# Cmentarz żydowski w Starym Dzikowie
Cmentarz żydowski w Starym Dzikowie – kirkut społeczności żydowskiej dawniej zamieszkującej Stary Dzików. Powstał w XIX wieku. Ma powierzchnię 0,35 ha. Został zniszczony przez Niemców podczas II wojny światowej.
Jest na nim pochowany ojciec Isaaca Bashevisa Singera, laureata nagrody Nobla.